# Alloteuthis africana
Espèce
Synonymes
- Loligo (Alloteuthis) africana (Adam, 1950)[1]
- Loligo africana (Adam, 1950)[2]

Statut de conservation UICN

 DD  : Données insuffisantes
Alloteuthis africana est une espèce de calmars de la famille des Loliginidae.

## Systématique
L’ITIS range cette espèce sous le genre Loligo sous le taxon Loligo africana. Toutefois le WoRMS, qui fait référence en la matière, considère le taxon Alloteuthis africana comme valide et rejette le taxon Loligo africana.